# Agnew Airport
Agnew Airport är en flygplats i Australien. Den ligger i kommunen Mapoon och delstaten Queensland, omkring 2 000 kilometer nordväst om delstatshuvudstaden Brisbane. Agnew Airport ligger 48 meter över havet.
Trakten runt Agnew Airport är nära nog obefolkad, med mindre än två invånare per kvadratkilometer.. Det finns inga samhällen i närheten.
I omgivningarna runt Agnew Airport växer huvudsakligen savannskog. Genomsnittlig årsnederbörd är 1 983 millimeter. Den regnigaste månaden är januari, med i genomsnitt 619 mm nederbörd, och den torraste är september, med 3 mm nederbörd.